# Durotrigia
Durotrigia is een geslacht van uitgestorven hagedissen uit het Vroeg-Krijt van Zuid-Engeland. 
Het type en de enige soort is Durotrigia triconidens, in 1967 benoemd door Robert Hoffstetter voor kaakmateriaal in een overzicht van de hagedisfauna van de Lulworth-formatie uit het Berriasien. De geslachtsnaam is afgeleid van de Durotriges, de Keltische stam die Dorset bewoonde. De naam is gelijk aan Durotrigia Bailey 1987 maar dat is een geslacht van de Pyrrophyta ten opzichte waarvan dieren geen prioriteit kunnen hebben. De soortaanduiding betekent 'tand met drie kegels'.
Het holotype is BMNH R 8122, een dentarium gevonden bij de kliffen van Durlston Bay.
Het geslacht werd gevonden in het zoogdierbed nabij de basis van de formatie naast de andere hagedissen Paramacellodus, Becklesius, Pseudosaurillus, Dorsetisaurus, Saurillus en Parviraptor. Durotrigia is waarschijnlijk een geslacht binnen de familie Globauridae.